# IV dinastia egizia
La IV dinastia si inquadra nella storia dell'Antico Egitto detto Antico Regno che comprende un arco di tempo dal 2620 a.C. al 2500 a.C..
| Nome Horo  | nomen      | Lista di Abido | Lista di Saqqara | Canone Reale | Manetone     | Erodoto   | anni                  |
| ---------- | ---------- | -------------- | ---------------- | ------------ | ------------ | --------- | --------------------- |
| Nebmaat    |            | Snefru         | Snefru           | Snefru       | Soris        |           | 2620 a.C. - 2595 a.C. |
| Cheope     |            | Khfu           | Khufu            | illeggibile  | Shupis       | Kheops    | 2595 a.C. - 2570 a.C. |
| Kheper     |            | Djedefra       | Djedefra         | illeggibile  | Ratoises     |           | 2570 a.C. - 2560 a.C. |
| Userib     |            | Khafra         | Khafura          | Kha...       | Shupis       | Khepren   | 2560 a.C. - 2540 a.C. |
|            | Baka/Bafra |                |                  |              | Bicheris (?) |           | intorno 2530 a.C.     |
| Kakhet     |            | Menkhaure      | Menkhaure        | Menkhaure    | Menkheres    | Mykerinos | 2530 a.C. - 2510 a.C. |
| Shepsekhet |            | Shepseskaf     |                  |              | Seberkheres  |           | 2510 a.C. - 2505 a.C. |
|            | Djedefptah |                |                  |              | Thamhphis    |           | intorno 2500 a.C.     |